# Carmelita González
 (décembre 2021).
Si vous disposez d'ouvrages ou d'articles de référence ou si vous connaissez des sites web de qualité traitant du thème abordé ici, merci de compléter l'article en donnant les références utiles à sa vérifiabilité et en les liant à la section « Notes et références ».
Carmelita González (née le 11 juillet 1928 à Mexico et morte le 30 avril 2010 dans la même ville) est une actrice mexicaine de l'époque dorée du cinéma mexicain du cinéma mexicain.

## Biographie
Carmelita González figure dans près de cent films et dans de nombreuses telenovelas mexicaines. Elle a joué avec des acteurs mexicains fameux comme Pedro Infante, Jorge Negrete et Cantinflas (Mario Moreno).

## Filmographie partielle
- 1946 : El puente del castigo de Miguel M. Delgado
- 1946 : Soy un prófugo de Miguel M. Delgado
- 1952 : La Montée au ciel (Subida Al Cielo) de Luis Buñuel
- 1953 : Dos tipos de cuidado (en) d'Ismael Rodríguez
- 1992 : Gas Food Lodging d'Allison Anders